# Система морської космічної розвідки і цілевказівки «Легенда»

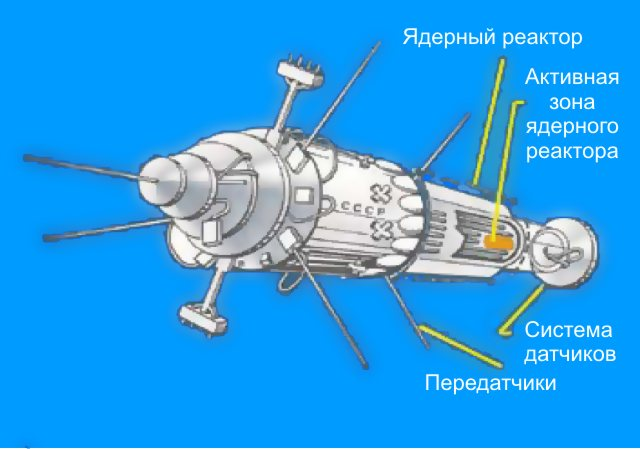
Супутник серії УС-А системи «Легенда»

МКРЦ «Легенда» — радянська система морської космічної розвідки і цілевказівки (індекс ГРАУ 17К114). Була розроблена в середині 1960-х років конструкторським бюро В. М. Челомея для забезпечення берегових командних пунктів та командирів корабельних з'єднань і окремих кораблів даними про обстановку в районі діяльності та забезпечення корабельної зброї даними цілевказання. Відома на Заході як RORSAT (англ. Radar Ocean Reconnaissance SATellite).

## Історія створення
Роботи з проектування і розробки морської космічної системи розвідки і цілевказівки було розпочато як спробу створити надійний засіб наведення протикорабельних крилатих ракет морського базування на авіаносні ударні групи (АУГ) імовірного противника: АУГ, які є потужним маневреним ударним з'єднанням, з ешелонованою системою ППО і ПЧО здатні за добу переміщуватись на 600-700 морських міль.
На той час наявність в складі ВМФ СРСР багатоцільових атомних підводних човнів і надводних ракетних крейсерів, а також численного флоту ракетних катерів, на озброєнні яких стояли протикорабельні ракетні комплекси, у тому числі ПКР з ядерною бойовою частиною, не давало гарантованого ураження противника через відсутність надійної системи загоризонтного виявлення цілей, їх селекції і точної цілеквазівки засобам ураження.
До роботи над проектом були залучені Фізико-енергетичний інститут, Інститут атомної енергії імені Курчатова. Розрахунки параметрів орбіт і взаємне розташування космічних апаратів були виконані за безпосередньої участі академіка Келдиша. Головною організацією, яка відповідала за створення МКРЦ, було призначене конструкторське бюро ДКБ-52 Володимира Миколайовича Челомея. Розробку ядерної бортової енергетичної установки для космічних апаратів здійснювало ДКБ-670.

## Технічні аспекти програми
Технічно МКРЦ являла собою сукупність двох типів космічних апаратів та берегових і корабельних пунктів прийому інформації безпосередньо з орбіти, що забезпечували її обробку і видачу цілевказівки.
Склад системи:
- стартово-пусковий комплекс;
- ракети-носії типу «Циклон»;
- орбітальне угруповання (легендувалися під супутники серії «Космос»):
  - космічні апарати УС-А (індекс ГРАУ 17Ф16К, активний низькоорбітальний супутник радіолокаційної розвідки),
  - космічні апарати УС-П, пізніше УС-ПУ (індекс ГРАУ 17Ф17, супутник радіотехнічної розвідки),
- наземні та корабельні приймальні комплекси: інформаційно-керуючий комплекс системи морської космічної розвідки й цілевказівки (об'єкт 224Ш — в/ч 72175, місто Ногінськ-9), комплекси 3КР, 5КР, 12КР, 12КР-А, 10К (флотські берегові комплекси «Коралл-Б» і «Коралл-БШ», корабельні «Коралл», «Коралл-Б1», «Коралл-БН» і «Корвет-5»).

Корабельні комплекси «Коралл-Б1» встановлювалися на підводних човнах проектів 949 і 949А, «Корвет-5» — на ракетних крейсерах проекту 1164, «Коралл-БН» — на важких атомних ракетних крейсерах проекту 1144 і важких авіаносних крейсерах проекту 1143.
Алгоритм роботи системи був наступний: при проходженні КА в районі Москви з них здійснювалася передача накопиченої за кожні сім витків інформації на 2-гу центральну обсерваторію (наземний інформаційно-керуючий комплекс системи морської космічної розвідки и цілевказівки). Одночасно проводилася корекція орбіти супутника. Флотські штабні та корабельні приймальні комплекси в реальному режимі часу за заявками отримували від супутника інформацію про всі цілі виявлені в полосі огляду шириною 800 км і довжиною до 2000 км при проходженні орбіти КА в межах досяжності приймального комплексу.
Всього за програмою «Морська космічна система розвідки і цілевказання», разом з випробувальними запусками було виконано 39 запусків супутників радіолокаційної розвідки УС-А з ядерними реакторами на борту, у тому числі 27 успішних. А також декілька десятків запусків супутників УС-П. Наприкінці 1980-х МКРЦ «Легенда» надійно контролювала надводну обстановку у Світовому океані. Останній запуск космічного апарата УС-А відбувся 14 березня 1988 року. Після розпаду СРСР в збройних силах Росії система обмежено використовувалася за рахунок запусків тільки супутників РТР УС-П (всього у 1994–2006 роках запущено ще сім супутників, останній з них — «Космос-2421» був запущений 25 червня 2006 року і, за даними НАСА, припинив існування 14 березня 2007 року).